# Delia Garda
Delia Garda (Monterrey, 24 de julio de 1935) es una actriz mexicana de teatro, cine y televisión.

## Biografía
Aunque la mayor parte de su carrera se ha desarrollado en los escenarios teatrales, también trabajó en producciones televisivas a nivel nacional y local.De formación autodidacta, debutó como actriz amateur el 25 de agosto de 1958. Su primera obra como profesional fue Amátrida en 1959.
Participó en la versión televisiva local del conocido programa de comedia radiofónica La Tremenda Corte, producida por el canal 6 de Televisión Independiente de México. También formó parte del elenco de los programas El show de Panseco y El carrusel de la alegría y en algunas telenovelas como La imposible pasión.
Participó en las cintas Tequileros del Río Grande (1991), El pícaro norteño (1990) y El traficante (1983).
Ha dirigido puestas en escena de diversos géneros, como obras cortas, en homenaje al actor y dramaturgo Rubén González Garza, en una producción de la Universidad Regiomontana.
Asimismo, ha sido formadora de actores en instituciones como el Centro de Estudios Teatrales, escuelas secundarias y empresas.
Entre las obras teatrales en que ha participado, sobresalen La vida galante (2022) Las cuñadas (2020) y Te juro Juana que tengo ganas, escrita por Emilio Carballido.

## Trayectoria

### Cine
- Tequileros del Río Grande
- El pícaro norteño
- El traficante

### TV
- La Tremenda Corte
- El show de Panseco
- El carrousel de la alegría
- La imposible pasión.

### Teatro
- La mala semilla
- El medio pelo
- El cianuro ¿Solo con leche?
- Galileo Galilei
- La danza que sueña la tortuga
- Te juro Juana que tengo ganas.
- Cada quien su vida
- Despedida de soltera
- Señoritas a disgusto
- Caviar y lentejas